# Маттеи, Энрико
Энрико Маттеи (итал. Enrico Mattei, 29 апреля 1906, Аккуаланья, Италия — 27 октября 1962, Баскапе, Италия) — глава итальянской нефтяной компании ENI.

## Биография
Энрико Маттеи сразу после Второй мировой войны получил распоряжение от государства реорганизовать испытывающую кризис нефтяную компанию Agip, созданную в 1926 году фашистским режимом. В 1953 году на её основе была создана компания ENI. Под его руководством ENI договорилась о значительных уступках по нефти на Ближнем Востоке, а также заключила значительное торговое соглашение с Советским Союзом, которое помогло разорвать олигополию «Семи сестёр», которые доминировали в середине XX века в нефтяной промышленности. Он также ввел принцип, согласно которому страна, которая владела разведанными запасами нефти, получала 75 % от прибыли (а не 50 % и менее, как было ранее принято). Маттеи, который стал влиятельной фигурой в Италии, был левым христианским демократом и членом парламента с 1948 по 1953 год. Маттеи сделал ENI настолько сильной компанией, что итальянцы называют её «государство в государстве».
Погиб в таинственной авиакатастрофе в 1962 году. В 1995 году тело Маттеи эксгумировали и провели судебно-медицинскую экспертизу с использованием последних технологий. Было выяснено, что на борту личного самолёта Маттеи «Morane-Saulnier MS.760 Paris» произошёл взрыв, то есть самолёт рухнул из-за диверсии, а не по причине плохих погодных условий, как считалось ранее. Предполагается, что в убийстве была замешана либо мафия, либо ЦРУ. В 1972 году о нём снят фильм «Дело Маттеи».

## Примечательные факты биографии
- Энрико Маттеи был седьмым ребёнком в семье, работал с 14 лет. В годы Второй мировой войны участвовал в Сопротивлении, был одним из партизанских командиров (демохристианские «Народные бригады»)[4].
- В 1945 году был назначен руководителем переживавшей кризис итальянской государственной нефтяной компании AGIP. Смог наладить её работу, вместо планировавшейся до того приватизации развернул активную разведку, благодаря которой в долине реки По (север Италии) был обнаружен ряд нефтяных месторождений. Их разработка позволила Италии сохранить энергетическую независимость и направить средства не на оплату нефтяных поставок из-за рубежа, а на развитие собственной экономики[5].
- Возглавив созданный в 1953 году полуавтономный государственный энергетический холдинг ENI, создал в Италии развитую нефтеперерабатывающую промышленность, систему трубопроводов и сеть автозаправок.
- На выгодных для себя условиях концерн ENI под руководством Маттеи заключил договора на разработку недр с правительствами Ирана, Египта, Индии, Марокко, Туниса, Судана. В 1960 году в Москве подписал соглашение о поставках советской нефти[5].
- Утверждают, что именно Энрико Маттеи ввел в обиход словосочетание «Семь сестёр» (картель американских − «Стандарт Ойл оф Нью-Джерси» («Эксон»), «Соконай-Вакуум Ойл» («Мобил»), «Стандарт Ойл оф Калифорния» («Шеврон»), «Тексако» и «Галф Ойл» − и британских − «Англо-персидская нефтяная компания» («Бритиш Петролеум») и «Роял Датч Шелл» − нефтяных компаний)[4].